# Tournoi européen de France de rugby à sept 2018
Navigation
2017 2019
Le Tournoi européen de France de rugby à sept 2018 est la deuxième étape des Seven's Grand Prix Series 2018. Il se déroule sur les installations du Centre national du rugby à Marcoussis du 30 juin au 1er juillet 2018.
Il est disputé par 12 équipes issues du Seven's Grand Prix Series de la saison précédente, moins l'équipe reléguée en Trophy (Belgique), plus l'équipe promue du circuit Trophy de la saison précédente (Suède). Les équipes sont réparties en 3 poules de 4 équipes et les deux premiers plus les deux meilleurs troisièmes se qualifient pour les quarts de finale de Cup. Les quatre autres équipes disputent le Challenge Trophy, aussi appelé Bowl. Des points sont attribués pour le classement général du circuit selon les règles prévues.
Comme en 2017, l'Irlande remporte un second tournoi dans le circuit européen 2018 en battant l'Allemagne en finale 49-7 .

## Résultats

### Poule A
| Équipes    | J | G | N | P | PM  | PE  | +/− | Pts |
| ---------- | - | - | - | - | --- | --- | --- | --- |
| Irlande    | 3 | 3 | 0 | 0 | 113 | 14  | 99  | 9   |
| Angleterre | 3 | 2 | 0 | 1 | 90  | 35  | 55  | 7   |
| Pologne    | 3 | 1 | 0 | 2 | 28  | 116 | -88 | 5   |
| Espagne    | 3 | 0 | 0 | 3 | 26  | 92  | -66 | 3   |

| 30 juin 2018 09:00 | Irlande | 52-0 | Pologne | Centre national du rugby, Marcoussis |
| 30 juin 2018 09:00 |         |      |         | Centre national du rugby, Marcoussis |
| 30 juin 2018 09:00 |         |      |         | Centre national du rugby, Marcoussis |

| 30 juin 2018 09:22 | Angleterre | 31-7 | Espagne | Centre national du rugby, Marcoussis |
| 30 juin 2018 09:22 |            |      |         | Centre national du rugby, Marcoussis |
| 30 juin 2018 09:22 |            |      |         | Centre national du rugby, Marcoussis |

| 30 juin 2018 13:44 | Irlande | 40-0 | Espagne | Centre national du rugby, Marcoussis |
| 30 juin 2018 13:44 |         |      |         | Centre national du rugby, Marcoussis |
| 30 juin 2018 13:44 |         |      |         | Centre national du rugby, Marcoussis |

| 30 juin 2018 14:06 | Angleterre | 45-7 | Pologne | Centre national du rugby, Marcoussis |
| 30 juin 2018 14:06 |            |      |         | Centre national du rugby, Marcoussis |
| 30 juin 2018 14:06 |            |      |         | Centre national du rugby, Marcoussis |

| 30 juin 2018 18:28 | Irlande | 21-14 | Angleterre | Centre national du rugby, Marcoussis |
| 30 juin 2018 18:28 |         |       |            | Centre national du rugby, Marcoussis |
| 30 juin 2018 18:28 |         |       |            | Centre national du rugby, Marcoussis |

| 30 juin 2018 18:50 | Espagne | 19-21 | Pologne | Centre national du rugby, Marcoussis |
| 30 juin 2018 18:50 |         |       |         | Centre national du rugby, Marcoussis |
| 30 juin 2018 18:50 |         |       |         | Centre national du rugby, Marcoussis |

### Poule B
| Équipes   | J | G | N | P | PM | PE | +/− | Pts |
| --------- | - | - | - | - | -- | -- | --- | --- |
| Allemagne | 3 | 3 | 0 | 0 | 72 | 29 | 43  | 9   |
| Russie    | 3 | 2 | 0 | 1 | 73 | 41 | 32  | 7   |
| Portugal  | 3 | 1 | 0 | 2 | 51 | 66 | -15 | 5   |
| Géorgie   | 3 | 0 | 0 | 3 | 31 | 91 | -60 | 3   |

| 30 juin 2018 09:44 | Allemagne | 17-10 | Géorgie | Centre national du rugby, Marcoussis |
| 30 juin 2018 09:44 |           |       |         | Centre national du rugby, Marcoussis |
| 30 juin 2018 09:44 |           |       |         | Centre national du rugby, Marcoussis |

| 30 juin 2018 10:06 | Russie | 21-10 | Portugal | Centre national du rugby, Marcoussis |
| 30 juin 2018 10:06 |        |       |          | Centre national du rugby, Marcoussis |
| 30 juin 2018 10:06 |        |       |          | Centre national du rugby, Marcoussis |

| 30 juin 2018 14:28 | Allemagne | 38-5 | Portugal | Centre national du rugby, Marcoussis |
| 30 juin 2018 14:28 |           |      |          | Centre national du rugby, Marcoussis |
| 30 juin 2018 14:28 |           |      |          | Centre national du rugby, Marcoussis |

| 30 juin 2018 14:50 | Russie | 38-14 | Géorgie | Centre national du rugby, Marcoussis |
| 30 juin 2018 14:50 |        |       |         | Centre national du rugby, Marcoussis |
| 30 juin 2018 14:50 |        |       |         | Centre national du rugby, Marcoussis |

| 30 juin 2018 19:12 | Allemagne | 17-14 | Russie | Centre national du rugby, Marcoussis |
| 30 juin 2018 19:12 |           |       |        | Centre national du rugby, Marcoussis |
| 30 juin 2018 19:12 |           |       |        | Centre national du rugby, Marcoussis |

| 30 juin 2018 19:34 | Géorgie | 7-36 | Portugal | Centre national du rugby, Marcoussis |
| 30 juin 2018 19:34 |         |      |          | Centre national du rugby, Marcoussis |
| 30 juin 2018 19:34 |         |      |          | Centre national du rugby, Marcoussis |

### Poule C
| Équipes        | J | G | N | P | PM  | PE  | +/− | Pts |
| -------------- | - | - | - | - | --- | --- | --- | --- |
| France         | 3 | 3 | 0 | 0 | 136 | 12  | 124 | 9   |
| Pays de Galles | 3 | 2 | 0 | 1 | 39  | 80  | -41 | 7   |
| Italie         | 3 | 1 | 0 | 2 | 67  | 51  | 16  | 5   |
| Suède          | 3 | 0 | 0 | 3 | 17  | 116 | -99 | 3   |

| 30 juin 2018 10:28 | Italie | 36-5 | Suède | Centre national du rugby, Marcoussis |
| 30 juin 2018 10:28 |        |      |       | Centre national du rugby, Marcoussis |
| 30 juin 2018 10:28 |        |      |       | Centre national du rugby, Marcoussis |

| 30 juin 2018 10:50 | France | 49-0 | Pays de Galles | Centre national du rugby, Marcoussis |
| 30 juin 2018 10:50 |        |      |                | Centre national du rugby, Marcoussis |
| 30 juin 2018 10:50 |        |      |                | Centre national du rugby, Marcoussis |

| 30 juin 2018 15:12 | Italie | 19-22 | Pays de Galles | Centre national du rugby, Marcoussis |
| 30 juin 2018 15:12 |        |       |                | Centre national du rugby, Marcoussis |
| 30 juin 2018 15:12 |        |       |                | Centre national du rugby, Marcoussis |

| 30 juin 2018 15:34 | France | 63-0 | Suède | Centre national du rugby, Marcoussis |
| 30 juin 2018 15:34 |        |      |       | Centre national du rugby, Marcoussis |
| 30 juin 2018 15:34 |        |      |       | Centre national du rugby, Marcoussis |

| 30 juin 2018 19:56 | Pays de Galles | 17-12 | Suède | Centre national du rugby, Marcoussis |
| 30 juin 2018 19:56 |                |       |       | Centre national du rugby, Marcoussis |
| 30 juin 2018 19:56 |                |       |       | Centre national du rugby, Marcoussis |

| 30 juin 2018 20:18 | Italie | 12-24 | France | Centre national du rugby, Marcoussis |
| 30 juin 2018 20:18 |        |       |        | Centre national du rugby, Marcoussis |
| 30 juin 2018 20:18 |        |       |        | Centre national du rugby, Marcoussis |

### Cup
|  | Quarts de finale                                               | Quarts de finale                                               |                                                                |                                                                | Demi-finales                                                   | Demi-finales                                                   |    |  | Finale                                                         | Finale                                                         |
|  | Quarts de finale                                               | Quarts de finale                                               |                                                                |                                                                | Demi-finales                                                   | Demi-finales                                                   |    |  | Finale                                                         | Finale                                                         |
|  |                                                                |                                                                |                                                                |                                                                |                                                                |                                                                |    |  |                                                                |                                                                |
|  | 1 juillet 2018 à 10:00 au Centre national du rugby, Marcoussis | 1 juillet 2018 à 10:00 au Centre national du rugby, Marcoussis |                                                                |                                                                | 1 juillet 2018 à 13:59 au Centre national du rugby, Marcoussis | 1 juillet 2018 à 13:59 au Centre national du rugby, Marcoussis |    |  | 1 juillet 2018 à 17h11 au Centre national du rugby, Marcoussis | 1 juillet 2018 à 17h11 au Centre national du rugby, Marcoussis |
|  | 1 juillet 2018 à 10:00 au Centre national du rugby, Marcoussis | 1 juillet 2018 à 10:00 au Centre national du rugby, Marcoussis |                                                                |                                                                | 1 juillet 2018 à 13:59 au Centre national du rugby, Marcoussis | 1 juillet 2018 à 13:59 au Centre national du rugby, Marcoussis |    |  | 1 juillet 2018 à 17h11 au Centre national du rugby, Marcoussis | 1 juillet 2018 à 17h11 au Centre national du rugby, Marcoussis |
|  | Irlande                                                        | 17                                                             |                                                                |                                                                | 1 juillet 2018 à 13:59 au Centre national du rugby, Marcoussis | 1 juillet 2018 à 13:59 au Centre national du rugby, Marcoussis |    |  | 1 juillet 2018 à 17h11 au Centre national du rugby, Marcoussis | 1 juillet 2018 à 17h11 au Centre national du rugby, Marcoussis |
|  | Irlande                                                        | 17                                                             |                                                                |                                                                | 1 juillet 2018 à 13:59 au Centre national du rugby, Marcoussis | 1 juillet 2018 à 13:59 au Centre national du rugby, Marcoussis |    |  | 1 juillet 2018 à 17h11 au Centre national du rugby, Marcoussis | 1 juillet 2018 à 17h11 au Centre national du rugby, Marcoussis |
|  | Portugal                                                       | 12                                                             |                                                                |                                                                | 1 juillet 2018 à 13:59 au Centre national du rugby, Marcoussis | 1 juillet 2018 à 13:59 au Centre national du rugby, Marcoussis |    |  | 1 juillet 2018 à 17h11 au Centre national du rugby, Marcoussis | 1 juillet 2018 à 17h11 au Centre national du rugby, Marcoussis |
|  | Portugal                                                       | 12                                                             | Irlande                                                        | 35                                                             |                                                                |                                                                |    |  | 1 juillet 2018 à 17h11 au Centre national du rugby, Marcoussis | 1 juillet 2018 à 17h11 au Centre national du rugby, Marcoussis |
|  | 1 juillet 2018 à 11:06 au Centre national du rugby, Marcoussis |                                                                | Irlande                                                        | 35                                                             |                                                                |                                                                |    |  | 1 juillet 2018 à 17h11 au Centre national du rugby, Marcoussis | 1 juillet 2018 à 17h11 au Centre national du rugby, Marcoussis |
|  |                                                                | Russie                                                         | 17                                                             |                                                                |                                                                |                                                                |    |  | 1 juillet 2018 à 17h11 au Centre national du rugby, Marcoussis | 1 juillet 2018 à 17h11 au Centre national du rugby, Marcoussis |
|  | Russie                                                         | Russie                                                         | 17                                                             | 26                                                             |                                                                |                                                                |    |  | 1 juillet 2018 à 17h11 au Centre national du rugby, Marcoussis | 1 juillet 2018 à 17h11 au Centre national du rugby, Marcoussis |
|  | Russie                                                         |                                                                |                                                                | 26                                                             |                                                                |                                                                |    |  | 1 juillet 2018 à 17h11 au Centre national du rugby, Marcoussis | 1 juillet 2018 à 17h11 au Centre national du rugby, Marcoussis |
|  | Pays de Galles                                                 | 14                                                             |                                                                |                                                                |                                                                |                                                                |    |  | 1 juillet 2018 à 17h11 au Centre national du rugby, Marcoussis | 1 juillet 2018 à 17h11 au Centre national du rugby, Marcoussis |
|  | Pays de Galles                                                 | 14                                                             | Irlande                                                        | 49                                                             |                                                                |                                                                |    |  |                                                                |                                                                |
|  | 1 juillet 2018 à 10:22 au Centre national du rugby, Marcoussis |                                                                | Irlande                                                        | 49                                                             |                                                                |                                                                |    |  |                                                                |                                                                |
|  |                                                                | Allemagne                                                      | 7                                                              |                                                                |                                                                |                                                                |    |  |                                                                |                                                                |
|  | Allemagne                                                      | Allemagne                                                      | 7                                                              | 24                                                             |                                                                |                                                                |    |  |                                                                |                                                                |
|  | Allemagne                                                      | 1 juillet 2018 à 14:21 au Centre national du rugby, Marcoussis |                                                                | 24                                                             |                                                                |                                                                |    |  |                                                                |                                                                |
|  | Italie                                                         | 0                                                              |                                                                |                                                                |                                                                |                                                                |    |  |                                                                |                                                                |
|  | Italie                                                         | 0                                                              | Allemagne                                                      | 12                                                             |                                                                |                                                                |    |  |                                                                |                                                                |
|  | 1 juillet 2018 à 10:44 au Centre national du rugby, Marcoussis | 1 juillet 2018 à 10:44 au Centre national du rugby, Marcoussis | Allemagne                                                      | 12                                                             | Match pour la 3e place                                         | Match pour la 3e place                                         |    |  |                                                                |                                                                |
|  | 1 juillet 2018 à 10:44 au Centre national du rugby, Marcoussis | 1 juillet 2018 à 10:44 au Centre national du rugby, Marcoussis |                                                                | Angleterre                                                     | Match pour la 3e place                                         | Match pour la 3e place                                         | 10 |  |                                                                |                                                                |
|  | France                                                         | 21                                                             | 1 juillet 2018 à 16:49 au Centre national du rugby, Marcoussis | 1 juillet 2018 à 16:49 au Centre national du rugby, Marcoussis |                                                                |                                                                | 10 |  |                                                                |                                                                |
|  | France                                                         | 21                                                             | 1 juillet 2018 à 16:49 au Centre national du rugby, Marcoussis | 1 juillet 2018 à 16:49 au Centre national du rugby, Marcoussis |                                                                |                                                                |    |  |                                                                |                                                                |
|  | Angleterre                                                     | 26                                                             |                                                                | Russie                                                         | 12                                                             |                                                                |    |  |                                                                |                                                                |
|  | Angleterre                                                     | 26                                                             |                                                                | Russie                                                         | 12                                                             |                                                                |    |  |                                                                |                                                                |
|  |                                                                |                                                                |                                                                |                                                                |                                                                |                                                                |    |  | Angleterre                                                     | 26                                                             |
|  |                                                                |                                                                |                                                                |                                                                |                                                                |                                                                |    |  | Angleterre                                                     | 26                                                             |

### Plate
|  | Demi-finales                                                   | Demi-finales                                                   |          |    | 5e place                                                       | 5e place                                                       |
|  | Demi-finales                                                   | Demi-finales                                                   |          |    | 5e place                                                       | 5e place                                                       |
|  |                                                                |                                                                |          |    |                                                                |                                                                |
|  | 1 juillet 2018 à 13:15 au Centre national du rugby, Marcoussis | 1 juillet 2018 à 13:15 au Centre national du rugby, Marcoussis |          |    | 1 juillet 2018 à 16:24 au Centre national du rugby, Marcoussis | 1 juillet 2018 à 16:24 au Centre national du rugby, Marcoussis |
|  | 1 juillet 2018 à 13:15 au Centre national du rugby, Marcoussis | 1 juillet 2018 à 13:15 au Centre national du rugby, Marcoussis |          |    | 1 juillet 2018 à 16:24 au Centre national du rugby, Marcoussis | 1 juillet 2018 à 16:24 au Centre national du rugby, Marcoussis |
|  | Portugal                                                       | 38                                                             |          |    | 1 juillet 2018 à 16:24 au Centre national du rugby, Marcoussis | 1 juillet 2018 à 16:24 au Centre national du rugby, Marcoussis |
|  | Portugal                                                       | 38                                                             |          |    | 1 juillet 2018 à 16:24 au Centre national du rugby, Marcoussis | 1 juillet 2018 à 16:24 au Centre national du rugby, Marcoussis |
|  | Pays de Galles                                                 | 12                                                             |          |    | 1 juillet 2018 à 16:24 au Centre national du rugby, Marcoussis | 1 juillet 2018 à 16:24 au Centre national du rugby, Marcoussis |
|  | Pays de Galles                                                 | 12                                                             | Portugal | 17 |                                                                |                                                                |
|  | 1 juillet 2018 à 13:37 au Centre national du rugby, Marcoussis |                                                                | Portugal | 17 |                                                                |                                                                |
|  |                                                                | France                                                         | 12       |    |                                                                |                                                                |
|  | Italie                                                         | France                                                         | 12       | 12 |                                                                |                                                                |
|  | Italie                                                         |                                                                |          | 12 |                                                                |                                                                |
|  | France                                                         | 38                                                             |          |    |                                                                |                                                                |
|  | France                                                         | 38                                                             | 7e place |    |                                                                |                                                                |
|  |                                                                |                                                                |          |    |                                                                |                                                                |
|  | 1 juillet 2018 à 16:02 au Centre national du rugby, Marcoussis |                                                                |          |    |                                                                |                                                                |
|  |                                                                |                                                                |          |    |                                                                |                                                                |
|  | Pays de Galles                                                 | 21                                                             |          |    |                                                                |                                                                |
|  | Pays de Galles                                                 | 21                                                             |          |    |                                                                |                                                                |
|  | Italie                                                         | 24                                                             |          |    |                                                                |                                                                |
|  | Italie                                                         | 24                                                             |          |    |                                                                |                                                                |

### Bowl
|  | Demi-finales                                                   | Demi-finales                                                   |           |    | 9e place                                                       | 9e place                                                       |
|  | Demi-finales                                                   | Demi-finales                                                   |           |    | 9e place                                                       | 9e place                                                       |
|  |                                                                |                                                                |           |    |                                                                |                                                                |
|  | 1 juillet 2018 à 11:28 au Centre national du rugby, Marcoussis | 1 juillet 2018 à 11:28 au Centre national du rugby, Marcoussis |           |    | 1 juillet 2018 à 15:05 au Centre national du rugby, Marcoussis | 1 juillet 2018 à 15:05 au Centre national du rugby, Marcoussis |
|  | 1 juillet 2018 à 11:28 au Centre national du rugby, Marcoussis | 1 juillet 2018 à 11:28 au Centre national du rugby, Marcoussis |           |    | 1 juillet 2018 à 15:05 au Centre national du rugby, Marcoussis | 1 juillet 2018 à 15:05 au Centre national du rugby, Marcoussis |
|  | Pologne                                                        | 19                                                             |           |    | 1 juillet 2018 à 15:05 au Centre national du rugby, Marcoussis | 1 juillet 2018 à 15:05 au Centre national du rugby, Marcoussis |
|  | Pologne                                                        | 19                                                             |           |    | 1 juillet 2018 à 15:05 au Centre national du rugby, Marcoussis | 1 juillet 2018 à 15:05 au Centre national du rugby, Marcoussis |
|  | Suède                                                          | 12                                                             |           |    | 1 juillet 2018 à 15:05 au Centre national du rugby, Marcoussis | 1 juillet 2018 à 15:05 au Centre national du rugby, Marcoussis |
|  | Suède                                                          | 12                                                             | Pologne   | 19 |                                                                |                                                                |
|  | 1 juillet 2018 à 11:50 au Centre national du rugby, Marcoussis |                                                                | Pologne   | 19 |                                                                |                                                                |
|  |                                                                | Géorgie                                                        | 10        |    |                                                                |                                                                |
|  | Géorgie                                                        | Géorgie                                                        | 10        | 21 |                                                                |                                                                |
|  | Géorgie                                                        |                                                                |           | 21 |                                                                |                                                                |
|  | Espagne                                                        | 17                                                             |           |    |                                                                |                                                                |
|  | Espagne                                                        | 17                                                             | 11e place |    |                                                                |                                                                |
|  |                                                                |                                                                |           |    |                                                                |                                                                |
|  | 1 juillet 2018 à 14:43 au Centre national du rugby, Marcoussis |                                                                |           |    |                                                                |                                                                |
|  |                                                                |                                                                |           |    |                                                                |                                                                |
|  | Suède                                                          | 19                                                             |           |    |                                                                |                                                                |
|  | Suède                                                          | 19                                                             |           |    |                                                                |                                                                |
|  | Espagne                                                        | 29                                                             |           |    |                                                                |                                                                |
|  | Espagne                                                        | 29                                                             |           |    |                                                                |                                                                |